# Ceraclea isurumuniya
Ceraclea isurumuniya är en nattsländeart som först beskrevs av Schmid 1958.  Ceraclea isurumuniya ingår i släktet Ceraclea och familjen långhornssländor. Inga underarter finns listade i Catalogue of Life.